# V382 Carinae
V382 Carinae eller HD 96918, är en ensam stjärna i norra delen av stjärnbilden Kölen. Den har en högsta skenbar magnitud av ca 3,83 och är synlig för blotta ögat där ljusföroreningar ej förekommer. Baserat på parallaxmätning inom Hipparcosuppdraget på ca 0,52 mas, beräknas den befinna sig på ett avstånd på ca 6 200 ljusår (ca 1 900 parsek) från solen. Den rör sig bort från solen med en heliocentrisk radialhastighet på ca 6 km/s.

## Egenskaper

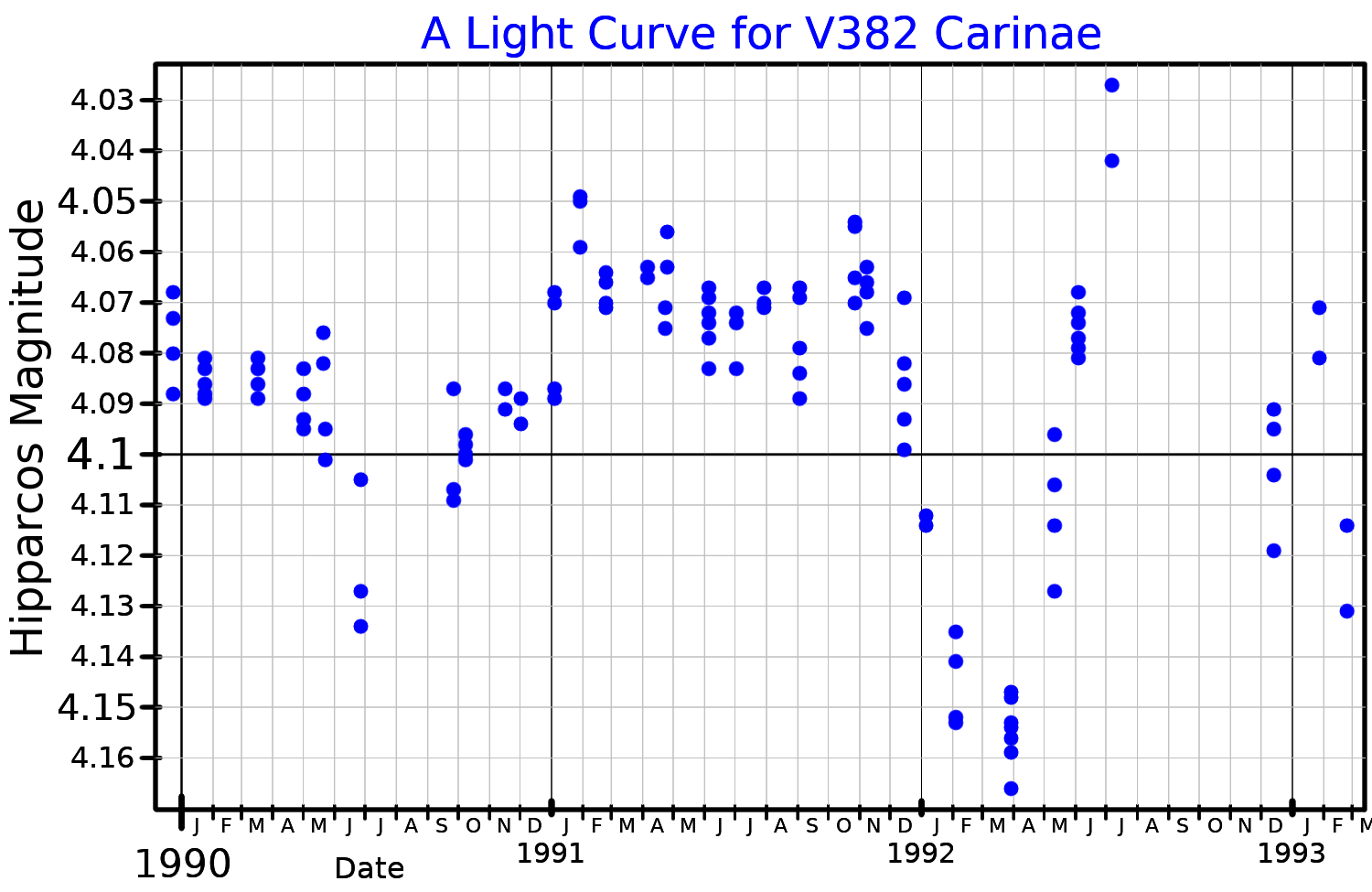
Ljuskurva för V382 Carinae, plottad från Hipparcos-data.

V382 Carinae är en gul hyperjättestjärna av spektralklass G0-4-Ia+ och är den ljusaste kända hyperjätten. Den har en massa som är ca 20 solmassor, en radie som är ca 485 solradier och har ca 212 000 gånger solens utstrålning av energi från dess fotosfär vid en effektiv temperatur av ca 5 600 K. Stjärnans låga överskott av infraröd strålning tyder på att den kan komma att svalna mot en röd superjättefas och är mindre vanlig än gula hyperjättar som utvecklas mot varmare temperaturer.

## Variation
Den radiella hastigheten för V382 Carinae har länge varit känd för att vara variabel, men variationer i dess ljusstyrka var oklara. Variationer i ljusstyrkan angavs av vissa observatörer, men andra fann att den var konstant. Den redovisades 1981 formellt som en variabel stjärna, listad i General Catalogue of Variable Stars som en möjlig Delta Cephei-variabel. Den har beskrivits som en pseudo-Cepheid, en superjätte med pulseringar som liknar en Cepheid men mindre regelbunden.
Analys av Hipparcos fotometri visade tydlig variation med ett maximalt område på 0,12 magnituder och stjärnan behandlades som en Alfa Cygni-variabel. En period på 556 dygn föreslogs, men den är inte helt konsekvent. Den behandlas nu allmänt som en halvregelbunden eller oregelbunden superjätte.